# Therese Nilshagen
Therese Nilshagen, född 24 januari 1983 i Stockholm, är en svensk ryttare som tävlar i dressyr.
Nilshagen var uttagen till OS 2016 men hennes häst Dante Weltino klarade inte veterinärbesiktningen, och hon fick startförbud. Hon ingick i det svenska dressurlaget som tog EM-brons 2017 och 2019. Nilshagen placerade sig på 14:e plats vid OS 2020, och ingick i det svenska laget som slutade på en sjätte plats. Hon är uttagen till OS 2024.